# Балетна школа Віденської державної опери
Балетна школа Віденської державної опери (нім. Ballettschule der Wiener Staatsoper) — навчальний центр для класичного танцю у Відні.

## Історія
1771 року імператриця Марія-Терезія організувала «театральну та танцювальну школу», в якій під керівництвом Жана Жоржа Новерра двоє викладачів балету щодня навчали вісім хлопчиків і вісім дівчат. Школа Новерера існувала недовго — після його від'їзду з Відня в 1774 році вона була розпущена. У XIX столітті балетна школа була пов'язана з Кернтнерторським театром. Тільки після відкриття будинку, що знаходився на кільці, школа в 1870 році була інституціоналізована «організаційним статутом балетної танцювальної школи при імператорському дворі театральної опери». Заняття відбувалися в балетній залі опери.
З 1918 року «Балетна школа Віденської державної опери» яка вже мала звання інституту була перейменована в «балетну школу австрійського театру» в 1973 році і в 1980 році переїхала у власну будівлю на Ханушхоф 3 (1-й округ). З 1999 року відбуваються організаційні зміни, знову змінюється назва на «балетну школу Віденської державної опери». Через існуючу з 1983 року співпрацю між балетною школою і федеральною реальною гімназією музичного спрямування, Відень 3 (Хіб), і закріпленою за ними школою-інтернатом, гарантувалася шкільна освіта на високому рівні.

## Навчання
До балетної школи зараховувалися школярі 8-17 років як місцеві, так і з-за кордону. Видатними особистостями віденської історії танцю названо викладачів з восьми балетних залів — Франц Хільфердінг, Жан Жорж Новерр, Фанні Ельслера, Джозеф Хасрайтер, Грете Візентал, Ерік Ханк, Віллі Діртл і Рудольф Нурієв — у студіях яких навчався 161 студент у віці від 8 до 18 років.
Під час навчання відбувалася участь студентів у балетних і оперних виставах Віденської державної опери та Віденської народної опери. Крім того, балетна школа наприкінці кожного навчального року ставить постановку у Віденській державній опері з уривками зі шкільної програми і з цієї нагоди, розроблюється нова хореографія. Традицією також є присутність студентів на відкритті Віденського балу, а також на концертах, що присвячені Новому року.